# Viktor Losev
Viktor Vassilievitch Losev (en russe : Виктор Васильевич Лосев), né le 25 janvier 1959 à Mourom, est un footballeur soviétique devenu entraîneur russe.

## Biographie
Il est médaillé d'or aux Jeux olympiques de 1988. Il ne joue toutefois aucun match lors du tournoi olympique.
Il reçoit trois sélections en équipe d'URSS lors de l'année 1987. Il joue son premier match contre la Yougoslavie, son second contre la France, et enfin son dernier contre la Grèce.
Il est actuellement l'entraîneur adjoint du FK Oufa.

## Statistiques
| Saison                | Club                  | Championnat           | Championnat | Championnat | Coupe(s) nationale(s) | Coupe(s) nationale(s) | Compétition(s) continentale(s) | Compétition(s) continentale(s) | Compétition(s) continentale(s) | Total | Total |
| Saison                | Club                  | Division              | M.          | B.          | M.                    | B.                    | Comp.                          | M.                             | B.                             | M.    | B.    |
| 1977                  | Torpedo Vladimir      | D3                    | 37          | 1           | -                     | -                     | -                              | -                              | -                              | 37    | 1     |
| 1978                  | Torpedo Vladimir      | D3                    | 44          | 2           | -                     | -                     | -                              | -                              | -                              | 44    | 2     |
| 1979                  | Torpedo Moscou        | D1                    | 27          | 0           | -                     | -                     | -                              | -                              | -                              | 27    | 0     |
| 1980                  | Torpedo Moscou        | D1                    | 2           | 0           | 2                     | 1                     | -                              | -                              | -                              | 4     | 1     |
| Sous-total            | Sous-total            | Sous-total            | 110         | 3           | 2                     | 1                     | -                              | -                              | -                              | 112   | 4     |
| 1981                  | Fakel Voronej         | D2                    | 42          | 1           | -                     | -                     | -                              | -                              | -                              | 42    | 1     |
| 1982                  | Fakel Voronej         | D2                    | 41          | 0           | 7                     | 0                     | -                              | -                              | -                              | 48    | 0     |
| 1983                  | Fakel Voronej         | D2                    | 39          | 0           | -                     | -                     | -                              | -                              | -                              | 39    | 0     |
| 1984                  | Fakel Voronej         | D2                    | 42          | 2           | 5                     | 0                     | -                              | -                              | -                              | 47    | 2     |
| 1985                  | Fakel Voronej         | D1                    | 34          | 1           | -                     | -                     | -                              | -                              | -                              | 34    | 1     |
| Sous-total            | Sous-total            | Sous-total            | 198         | 4           | 12                    | 0                     | -                              | -                              | -                              | 210   | 4     |
| 1986                  | Dynamo Moscou         | D1                    | 23          | 0           | 4                     | 0                     | -                              | -                              | -                              | 27    | 0     |
| 1987                  | Dynamo Moscou         | D1                    | 28          | 0           | 7                     | 0                     | C3                             | 3                              | 0                              | 38    | 0     |
| 1988                  | Dynamo Moscou         | D1                    | 30          | 0           | 4                     | 0                     | -                              | -                              | -                              | 34    | 0     |
| 1989                  | Dynamo Moscou         | D1                    | 28          | 0           | 8                     | 0                     | -                              | -                              | -                              | 36    | 0     |
| 1990                  | Dynamo Moscou         | D1                    | 20          | 0           | 7                     | 0                     | -                              | -                              | -                              | 27    | 0     |
| 1991                  | Dynamo Moscou         | D1                    | 29          | 0           | 2                     | 0                     | C3                             | 2                              | 0                              | 33    | 0     |
| 1992                  | Dynamo Moscou         | D1                    | 11          | 0           | 1                     | 0                     | -                              | -                              | -                              | 12    | 0     |
| Sous-total            | Sous-total            | Sous-total            | 169         | 0           | 33                    | 0                     | -                              | 5                              | 0                              | 207   | 0     |
| Total sur la carrière | Total sur la carrière | Total sur la carrière | 477         | 7           | 47                    | 1                     | -                              | 5                              | 0                              | 529   | 8     |

## Palmarès
- Médaillé d'or lors des Jeux olympiques de 1988 avec l'équipe d'URSS